# Старозагорски бани
Старозагорски бани, наричано още Старозагорски минерални бани, е село в област Стара Загора, община Стара Загора, балнеоложкки курорт, на 14 км от Стара Загора. Известно е с едноименния национален курортен комплекс Старозагорски минерални бани, разполагащ с над 20 хотела. През 1967 г. е обявено за национален балнеолечебен курорт и е изграден курортен комплекс.
|  |

## География
Селото се намира в западната част на Сърнена гора на 370 м надморска височина, на 15 км северозападно от Стара Загора. Средната надморска височина на котловината, в която е разположено, е 360 м., а ограждащите я околни хълмове са с височина от 500 до 700 м.
Климатът е преходноконтинентален със слабо изразено планинско влияние. Зимата е мека със средна януарска температура около 1 °C. Летните дни са слънчеви и горещи, а вечерите са прохладни. Благоприятният климат и топлите извори са привличали хората още от древността.

## Минерални бани
Курортът Старозагорски минерални бани е привлекателен с възможностите за климатолечение и балнеолечение, както и с обновената база за отдих, която включва почивни станции и балнеохотели. В близост е местността * „Богородична стъпка“ Архив на оригинала от 2007-09-27 в Wayback Machine., добила известност като считана за свято място с изграден малък параклис „Рождество Богородично“.
Минералните извори са разположени в района на Старозагорските минерални бани. Водата излиза на повърхността от 1600 м дълбочина с температура около 40 °C и дебит 12 л/сек.
Минералната вода е леко минерализирана, хипертермална, с неутрална реакция. Съдържа хидрокарбонати, сулфати, калций, магнезий, силиций, флуор и други микроелементи. Има лечебни свойства при заболявания на опорно-двигателния апарат, периферната нервна система, гинекологични, бъбречно-урологични, стомашно-чревни и чернодробно-жлъчни болести.

## Забележителности
В центъра на днешния курорт, непосредствено до минералния извор е разкрита праисторическа селищна могила с датировка VI – IV хил. пр.н.е., а на 6 км югоизточно от него, в местността „Мечи кладенец“, се намират най-старите медни рудници, открити в Европа — от края на V хил. пр.н.е. От проучените 11 рудника е добивано огромно за времето си количество медна руда. От римската епоха (I – VII в.) са разкрити и частично реставрирани терми, които заемат площ от 2500 m² и се намират в близост до съвременната баня.
В околността на курорта се намира местността Богородична стъпка. Мястото се счита за свято и лековито. Там има скално образувание, наподобяващо отпечатък от женски крак, който според легендата е оставен от самата Богородица. Изграден е параклис. В близост до него се намират и 2 жертвени олтара от тракийско време. В центъра на курорта има разкопки на древноримска баня. На източната страна на новата баня има и друг археологически комплекс.
По пътя за Стара Загора има тракийски медни рудници. Селото е изходен пункт за връх Момини гърди.
Като цяло селото и курортът са спокойни и живописни с много възможности за екотуризъм по екомаршрути. Районът се оформя като вилна зона на Стара Загора. Изграждат се много модерни и луксозни балнеоложки комплекси.
- Богородична стъпка

## Редовни събития"
"През 9 Земи" е ежегоден фестивал за фентъзи, фантастика и творчески хобита. Провежда се в края на пролетта. 
„Таласъмия“ е фестивал, посветен на фантастичното и приказното в българската митология. Провежда се ежегодно от 2002 г.
„Еньовден – Празник на Билките, Слънцето и Водата“ е фестивал, провеждан ежегодно в началото на лятото.
Национален тракийски фолклорен фестивал „Богородична стъпка“, провеждан ежегодно през август.
Национален мотосъбор, провеждан ежегодно през лятото, организиран от клуб „Волни ездачи“.